# Maschinenkanone MK 103
Maschinenkanone MK 103, kort MK 103, var en tysk automatkanon med 30 mm kaliber som användes under andra världskriget. Den var avsedd att användas mot både pansarfordon och flygplan, den var en vidare utveckling av Maschinenkanone MK 101.

## Använd i bland annat
- Focke-Wulf Fw 190
- Dornier Do 335 Pfeil
- Henschel Hs 129